# Wizards of Waverly Place: The Movie
Wizards of Waverly Place: The Movie (conocida como Los Hechiceros de Waverly Place: La Película en Hispanoamérica y Los Magos de Waverly Place: Vacaciones en el Caribe en España), es una Película Original de Disney Channel, ganadora del Emmy. La película se estrenó el 28 de agosto de 2009 en Disney Channel Estados Unidos. La producción de la película empezó el 15 de febrero de 2009 en Puerto Rico.
La película obtuvo una excelente sintonía la noche de estreno, obteniendo 11.4 millones de televidentes. La película fue ganadora del Emmy 2010 a mejor programa infantil y juvenil superando a su propia serie, Wizards of Waverly Place, de Disney Channel.
La película se estrenó el 11 de octubre de 2009 en Disney Channel Latinoamérica y el 17 de octubre de 2009 en Disney Channel España.

## Sinopsis
La hechicera Alex Russó (Selena Gomez) y su amiga Harper Finkle (Jennifer Stone), van a pasar dos semanas solas debido a que los hermanos de Alex, Justin (David Henrie) y Max (Jake T. Austin) y sus padres Jerry (David DeLuise) y Theresa (Maria Canals Barrera), se van de vacaciones al Caribe. Sin embargo, Alex y Harper utilizan magia para llegar a una fiesta y Alex es castigada por Theresa, obligándola a ir con ellos al Caribe.
En el Caribe, Alex conoce a un instructor de surf, Javier (Xavier Torres), del cual queda enamorada, Javier invita a Alex a una fiesta, como una cita, pero Theresa se niega debido a que Javier es mucho mayor que Alex y que probablemente la esté invitando para que ella tome más lecciones de surf. En un intento de ir a la fiesta, Alex hechiza a su madre para que la deje ir, pero el hechizo dura un momento y ella al instante vuelve a la normalidad y le prohíbe ir a la fiesta. En el camino, los Russo se topan con Archie (Steve Valentine) y su loro Giselle, Archie es un mago callejero, luego de ver su acto (que Max arruina), Archie les dice que él era un hechicero, pero que no ganó la competencia con su hermano genio y que su novia Giselle fue transformada en loro poco después. Ellos se despiden. En el hotel, Alex práctica el hechizo para convencer a su madre, pero es descubierta y Theresa le dice que al regreso del viaje está castigada por 2 meses, sin citas, ni fiestas, ni magia. Mientras sostiene el libro y la varita de su padre, Alex, furiosa con su madre, desea que ella y Jerry no se hubieran conocido jamás.
Al instante, Theresa le pregunta (de repente), si trabaja en el hotel, ella descubre que su deseo se ha hecho realidad y que ella está de vacaciones sola. Alex se va de la habitación y les cuenta a sus hermanos lo sucedido, lo que molesta a Justin. Entonces van a buscar a su padre. Mediante magia, Jerry los atrae y descubren que él sigue siendo un hechicero porque jamás renunció a sus poderes por Theresa. Justin le pregunta, de forma hipotética, que si tres chicos desearan que sus padres no se hubieran conocido cuáles serían las consecuencias. Jerry contesta que se irían olvidando de todo hasta que, finalmente, desaparecerían. Muy preocupados, deciden buscar La Roca de Los Deseos, una piedra con el poder de conceder cualquier deseo o revertir cualquier hechizo.
Archie, a quien van a ver poco después, les muestra un mapa de la isla donde se ve cómo llegar hasta La Roca de Los Sueños. Alex y Justin le ordenan a Max que evite que sus padres conozcan a otras personas y que se junten de nuevo de alguna manera. Justin y Alex, acompañados por Archie y Giselle, parten a buscar la roca. A la vez hacen lo mismo Max y Jerry, acompañados por Theresa, a quien convencen de participar. Max comienza a notar que se olvida de las cosas básicas, como que comió el día anterior o lo que recibió en Navidad, hasta el punto de olvidar el nombre de su hermana.
Alex y Justin se separan de Archie y Giselle. Giselle, que desea volver a ser humana, habla con Archie por medio de lenguaje de señas y le dice que deben encontrar la roca primero. Archie se niega, diciendo que si la encuentran primero y cumplen sus deseos, esa familia desaparecerá. Giselle lo obliga a cooperar. Entonces, Justin y Alex llegan con unas campesinas, y una niñita los guía hasta la cueva. Donde se encuentran con Archie y Giselle, que iban llegando. Entran y consiguen la piedra, pero Giselle sale volando y se la lleva a Archie, ambos escapan y los dejan en la cueva. Justo llegan Max, Theresa y Jerry. Pero Theresa no recuerda nada de lo ocurrido, entonces, luego de contarles la verdad, Theresa no quiere creerlo y vuelve al hotel.
Jerry les dice que hay una sola forma de que lo logren, es que uno gane la competencia de hechiceros y consiga hacer el hechizo siendo hechicero completo. Pero Max se ha olvidado de todo y es tragado por un tornado, Justin y Alex deben ir a hacer la competencia solos, pues Max ha desaparecido. Theresa se marcha del lugar, y Jerry los guía al lugar de la competencia.
Al llegar al hotel, Theresa visualiza a Giselle (Jeniffer Alden), ya en su forma humana y con la piedra colgando de su cuello.
En la competencia, Jerry les dice que deben agarrar la magia, que se encuentra en un pedestal, y que solo pueden usar hechizos que tengan los cuatro elementos, agua, fuego, tierra y aire. La batalla comienza y Alex y Justin persiguen a la magia hasta ganar.
En el hotel, Archie le dice a Giselle que vuelva con él y que hizo todo lo que hizo para que estuvieran los dos juntos, Giselle le dice que ya no lo necesita, que ya tiene su vida de nuevo. Theresa se enfrenta a Giselle y afirma que ella era el ave. Theresa le dice que necesita la piedra porque quiere recuperar su vida. Pero Giselle le dice que ya tiene lo que quería y que no quiere dársela. Pero ya no tiene la piedra, sino Archie, que utiliza su deseo para volver a ser hechicero y transformarla en ave de nuevo.
Tras la competencia, Alex consigue la magia pero Justin se olvida de todo y es succionado por el tornado (el mismo que se llevó a Max) y Alex al ver esto intenta varios hechizos para volver a ver a sus hermanos los cuales ninguno funcionó. En ese momento, aparece Theresa con La Roca de los Deseos, y Alex desea que todo vuelva a la normalidad. Todos tienen sus vacaciones y solo los hermanos recuerdan lo ocurrido anteriormente en el Caribe.

## Reparto
- Selena Gomez como Alex Russo.
- David Henrie como Justin Russo.
- Jake T. Austin como Max Russo.
- David DeLuise como Jerry Russo.
- Maria Canals Barrera como Theresa Russo.
- Jennifer Stone como Harper Finkle.
- Steve Valentine como Archie.
- Xavier Torres como Javier.
- Jeniffer Alden como Giselle.

## Banda sonora
1. Disappear - Selena Gomez
2. Magical - Selena Gomez
3. Magic - Selena Gomez
4. Strange Magic - Steve Rushton - Emily Osment
5. Magic - Honor Society
6. Every Little Thing She Does Is Magic - Mitchel Musso
7. Magic - Meaghan Jette Martin
8. Magic Carper Ride - KSM
9. You Can Do Magic - Drew Seeley
10. Some Call It Magic - Raven-Symoné
11. Do You Believe In Magic - Aly & AJ
12. Everything Is Not What It Seems - Selena Gomez

## Secuela Propuesta
En junio de 2010, se anunció la producción de una segunda película.  Dan Berendsen volvería como guionista de la película. Desde ese anuncio, no se hicieron otras actualizaciones sobre la secuela. El 25 de abril de 2011, Selena Gomez confirmó en una entrevista que la secuela propuesta no sería filmada. Sin embargo, el 28 de julio de 2011, Maria Canals Barrera declaró en una entrevista que el proyecto "ya no estaba 100% muerto" y que tenía "esperanzas" de que se produjera una segunda película. Más tarde, se confirmó que los "Wizards" regresarían en un evento especial titulado The Wizards Return: Alex vs. Alex a principios de 2013.

## Lanzamiento a DVD
En España el DVD que se llama "Los Magos de Waverly Place: Vacaciones en el Caribe Edición Ampliada" salió a la venta el 2 de 
diciembre de 2009.
En Hispanoamérica el DVD se llama "Los Hechiceros de Waverly Place: La Película Edición Extendida" y salió el 18 de diciembre de 2009.

## Premios y nominaciones
| Año  | Premiación                   | Categoría                                              | Nominado                            | Resultado | Ref           |
| ---- | ---------------------------- | ------------------------------------------------------ | ----------------------------------- | --------- | ------------- |
| 2010 | Motion Picture Sound Editors | Mejor Sonido: Grandes Efectos de Sonidos en Televisión | Wizards of Waverly Place: The Movie | Nominados | [ 9 ] [ 10 ]  |
| 2010 | Imagen Awards                | Mejor Actriz/Televisión                                | Selena Gomez                        | Nominada  | [ 11 ]        |
| 2010 | Imagen Awards                | Mejor Actriz Secundaria/Televisión                     | Maria Canals Barrera                | Ganadora  | [ 11 ]        |
| 2010 | Imagen Awards                | Mejor Programa Infantil/Juvenil                        | Wizards of Waverly Place: The Movie | Nominados | [ 11 ]        |
| 2010 | NAACP Image Awards           | Mejor Programa Infantil/Juvenil                        | Wizards of Waverly Place: The Movie | Nominados | [ 12 ] [ 13 ] |
| 2010 | Primetime Emmy Awards        | Mejor Programa Infantil/Juvenil                        | Wizards of Waverly Place: The Movie | Ganadores | [ 6 ]         |